# Álmatlanság (Spongyabob Kockanadrág)
Az  Álmatlanság (angolul InSPONGEiac) a SpongyaBob Kockanadrág 8. évadjának 1b része, melyet az amerikai Nickelodeon csatorna mutatott be 2011. június 25-én. Magyarországon is a Nickelodeon mutatta be 2013. május 16-án.

## Cselekmény
|  | Alább a cselekmény részletei következnek! |

Rák úr felhívja Spongyabob figyelmét arra, hogy mostanában nagyon szétszórt a munkahelyén és ez az insomnia miatt van. Emiatt haza is küldi aludni, és csak akkor jöhet vissza ha kipihent lesz. Spongyabob hazaérve egyből ágynak esik, de nem sikerül neki aludni, ezért Patrik barátjához fordul segítségért. De Patrik csak olajat önt a tűzre, hiszen olyan estimesét és altatódalt mond neki amitől még jobban nem fog tudni elaludni, sőt még kávét is ad neki, hogy még véletlenül se pihenjen egy szemhunyásnyit sem. Spongyabob lábai ezek után járni kezdenek és Spongyabob az úton haladva képzelődni kezd. Végül Csigusz almában ébred fel és teljesen nincs magánál, mert nem tudott pihenni. A Rozsdás Rákollóba beérve bemászik egy mustárral teli hordóba és Rák úr felháborodva kiszedi onnét. Rák úr leszólja Spongyabobot, hogy nem hallgatott a szavára és nem pihent. Spongyabob elmondja, hogy hiába próbálkozott az elalvással, nem sikerült neki. Ezután zokogni kezd és a sok mustártól könnyei is olyanok lesznek. Ezek a könnyek tökéletesen megfelelnek Rák úr mustármérő készülékéhez és a könnyek pont a Herkentyűburgerekre potyognak, így tökéletes mustáradag kerül a szendvicsekbe. Rák úr ennek megörül és ahelyett, hogy megnyugtatná Spongyabobot, inkább még jobban megsiratja, hogy több ideig tökéletes mustár adagokat sírjon.
|  | Itt a vége a cselekmény részletezésének! |